# Élise Trynkler
Élise Trynkler (* 19. Dezember 1992) ist eine französische Leichtathletin, die sich auf den Sprint spezialisiert hat.

## Sportliche Laufbahn
Erste internationale Erfahrungen sammelte Élise Trynkler im Jahr 2017, als sie bei den Spielen der Frankophonie in Abidjan im 200-Meter-Lauf in 24,30 s den fünften Platz belegte und mit der französischen 4-mal-100-Meter-Staffel in 46,31 s ebenfalls auf Rang fünf landete. 2019 wurde sie bei den Europaspielen in Minsk nach 3:17,53 min Dritte in der gemischten 4-mal-400-Meter-Staffel und anschließend schied sie mit der Frauenstaffel bei den Weltmeisterschaften in Doha mit 3:29,66 min im Vorlauf aus. Auch bei den World Athletics Relays 2021 im polnischen Chorzów verpasste sie mit 3:20,95 min den Finaleinzug in der Mixed-Staffel.

## Persönliche Bestzeiten
- 200 Meter: 23,52 s (−1,1 m/s), 18. Juni 2017 in Valence
  - 200 Meter (Halle): 23,56 s, 28. Februar 2016 in Aubière
- 400 Meter: 53,11 s, 27. Juli 2019 in Saint-Étienne
  - 400 Meter (Halle): 54,24 s, 3. Februar 2018 in Aubière